# 綳楚克車林
綳楚克车林（1867年—1937年），博爾濟吉特氏，清末喀尔喀蒙古土谢图汗部中旗人，末任土谢图汗部中旗札萨克固山贝子，蒙古政治人物。

## 生平
綳楚克车林为那穆济勒端多布的长子，光绪十年（1884年）襲封喀爾喀土謝圖汗部中旗札薩克固山貝子。光緒二十五年（1899年），授蒙古缺庫倫辦事大臣。三十三年（1907年），欽命在乾清門行走。

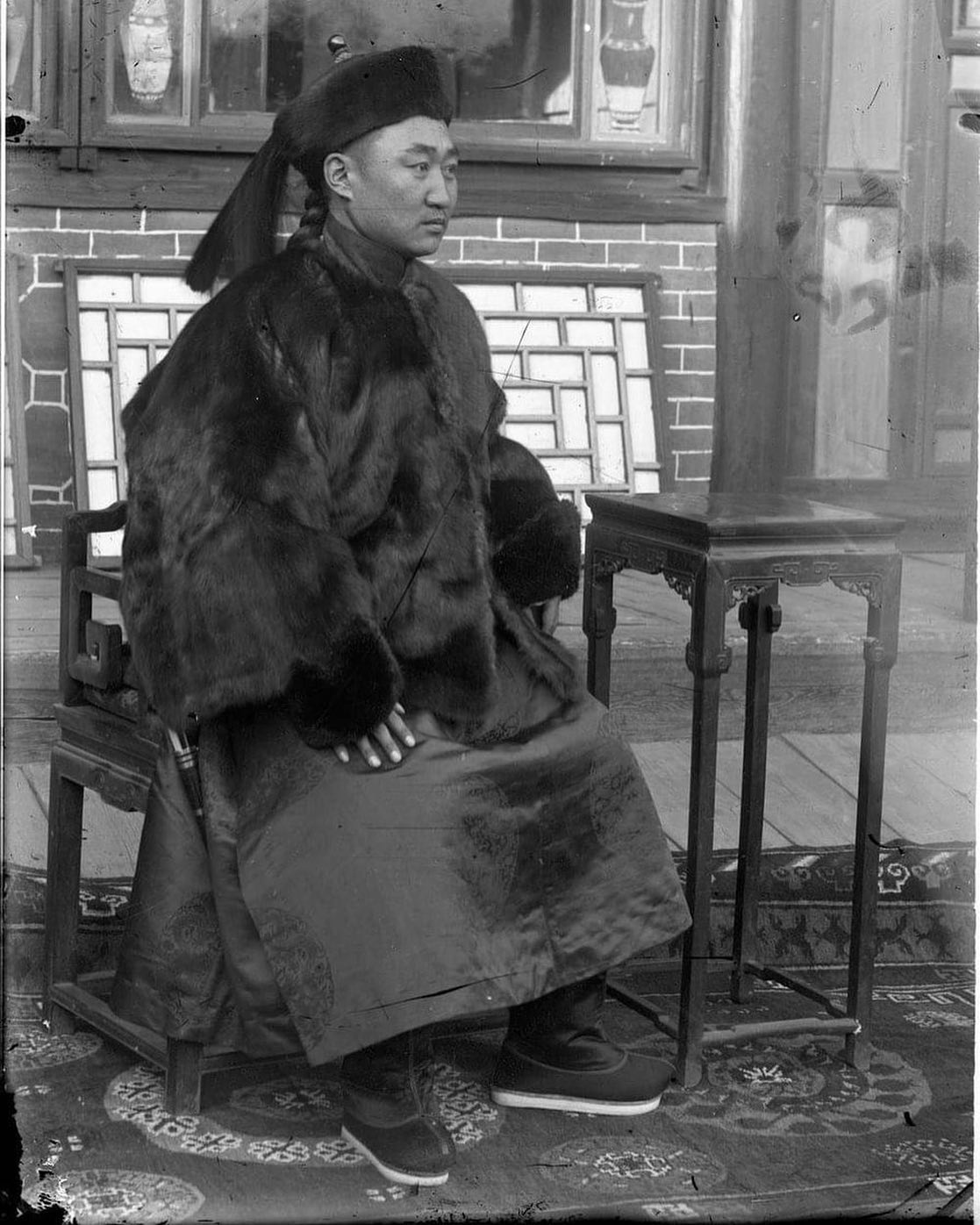
1913年任大蒙古國内务部衙门副内务长的綳楚克车林

宣統二年（1910年），綳楚克车林成為资政院代表外藩王公的欽選议员，为汗阿林盟的代表。但因外蒙古的綳楚克车林和杜尔伯特部賽音濟雅哈圖右翼盟盟长索特那木札木柴自游牧处赴北京路途遥远，故两人分别奏请由商路改为经驿站驰赴北京。后据溥伦、沈家本的奏折称，綳楚克车林因患病而向资政院请求开去其议员职任，回旗就医，获得批准，并按规定从汗阿林盟（即土谢图汗部）中补选剛達多爾濟為议员。宣統三年（1911年）仍掌庫倫辦事大臣印信。1911年外蒙古独立后曾任内务部衙门副内务长，晋亲王衔。1919年外蒙撤销自治回归中华民国后，綳楚克车林改汉名彭恪忱，字丹初，与希尔宁达木定同赴北京报聘。1937年死于外蒙古大整肅。

## 家庭
- 先祖：噶勒丹多尔济，康熙二十五年（1686年）因赴会盟诏授札萨克，康熙三十年（1691年）晋封多罗郡王。[3]
- 先祖：敦多布多尔济，为噶勒丹多尔济之子。康熙三十六年（1697年）授和硕额驸，康熙三十九年（1700年）晋封和硕亲王。[3]
- 九世祖：额琳沁多尔济，乾隆年间，因罪赐死，降为札萨克固山贝子。[3]
- 高祖：逊都布多尔济，乾隆年间授副盟长、盟长。[3]
- 祖父：德勒克多尔济，道光年间賞乾清门行走，在库伦帮办大臣上学习行走，咸丰年间授绥远城将军，同治中任乌里雅苏台将军。[3]
- 父：那穆济勒端多布，同治十三年至光绪九年任庫倫办事大臣。[3]
- 子：敏珠尔（[1]），在1937年同其父一同被镇压。